# Spinetaxalus
Spinetaxalus is een kevergeslacht uit de familie van de boktorren (Cerambycidae). De wetenschappelijke naam van het geslacht werd voor het eerst geldig gepubliceerd in 1981 door Breuning.

## Soorten
Spinetaxalus omvat de volgende soorten:
- Spinetaxalus camerunensis Breuning, 1981
- Spinetaxalus fuscodiscalis Breuning, 1968